# Perfect Life
A Perfect Life (magyarul: Tökéletes élet) a német Levina dala, mellyel Németországot képviselte a 2017-es Eurovíziós Dalfesztiválon, Kijevben. A dal az NDR által szervezett nemzeti döntőben nyerte el az eurovíziós indulás jogát.
A dal viták tárgyát képezte, mivel állítólagosan felvélhetőek hasonlóságok más jól ismert világslágerekkel, mint például a David Guetta Titanium című dalával. Ezzel kapcsolatban konkrétan a plágium is felmerült.

## Eurovíziós Dalfesztivál
Mivel Németország tagja az automatikusan döntős Öt Nagy országának, ezért a dalt az Eurovíziós Dalfesztiválon a május 13-án rendezett döntőben adta elő, de előtte a második elődöntő zsűris főpróbáján is hallható volt. Fellépési sorrendben huszonegyedikként lépett fel, a Romániát képviselő Ilinca és Alex Florea Yodel It! című dala után és az Ukrajnát képviselő O.Torvald Time című dala előtt. A szavazás során a zsűri szavazáson összesítésben a huszonötödik, utolsó előtti helyen végzett 3 ponttal, míg a nézői szavazáson a huszonnegyedik helyen végzett szintén 3 ponttal, így összesítésben 6 ponttal a verseny huszonötödik, utolsó előtti helyezettje lett.
A következő német induló Michael Schulte You Let Me Walk Alone című dala volt a 2018-as Eurovíziós Dalfesztiválon.